# Bomba Patch

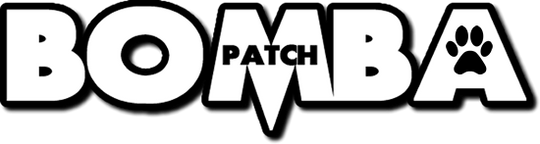
El logotipo del Bomba Patch.

Bomba Patch es una serie de mods para la serie de videojuegos deportivos Pro Evolution Soccer, creada por el propietario brasileño de una tienda de alquiler, Allan Jefferson. Surgió en 2007 a partir de un campeonato que organizó en su tienda por el sexto título de la serie. Para ello, Jefferson reemplazó los equipos de fútbol extranjeros originales por equipos brasileños. Con el tiempo, el mod se hizo conocido a nivel nacional. Dejó de trabajar en Bomba Patch en 2008, cuando se mudó para estudiar en una universidad. Sin embargo, cuando más tarde descubrió la popularidad del juego, comenzó a actualizarlo con frecuencia nuevamente. Desde entonces, se han creado varias versiones del mod y Jefferson creó redes sociales para el mismo. Varias publicaciones reconocen el impacto y el legado de Bomba Patch en Brasil.

## Antecedentes y creación
Allan Jefferson, propietario de una tienda de alquiler en Mogi Mirim, ya había trabajado en la modificación del International Superstar Soccer, para Super Nintendo, en los años 1990, reemplazando los equipos originales por brasileños. Posteriormente pasó a actualizar las primeras versiones de Pro Evolution Soccer (PES; también conocido como Winning Eleven) para PlayStation, cambiando los nombres de los jugadores del idioma japonés al idioma portugués.
En 2007, con la creciente popularidad de los torneos de Counter-Strike en cibercafés, Jefferson decidió «combatirlos» organizando campeonatos para el juego de PlayStation 2 Pro Evolution Soccer 6, usando el mod «Brazucas». Debido al retraso de Brazuca en publicar actualizaciones para el mod, Jefferson decidió hacer su propia versión. Inicialmente cambió los equipos extranjeros por brasileños; por ejemplo, Barcelona pasaría a ser São Paulo, y Real Madrid pasaría a ser Corinthians. Sin embargo, el uniforme y el escudo seguían siendo los mismos, ya que Jefferson realizó estos cambios a través del menú de edición de PES. Cambió estos elementos cuando se dio cuenta de que podía utilizar una computadora para la edición. Luego añadió clubes del Campeonato Brasileño de Serie A y Serie B.
El primer campeonato no tendría premio. Sin embargo, cuando los participantes preguntaron al respecto, Jefferson decidió regalar éclairs de chocolate (conocidas como «bombas de chocolate» en Brasil), que eran vendidas por su madre. Como tal, el campeonato recibió el nombre de «Copa Bomba». Jefferson informó que incluso en el segundo campeonato, que tenía premios como Discmans y reproductores de DVD, los participantes siguieron prefiriendo los éclairs. Finalmente, el mod, inspirado en el nombre de la competencia, se llamó «Bomba Patch», se actualizó semanalmente y estuvo disponible en su tienda de alquiler.
Jefferson también permitió a los participantes del campeonato llevarse el mod a casa para entrenar. Uno de ellos, sin embargo, llevó una copia del mod a una tienda de la ciudad, uno de cuyos comerciantes trabajaba en un gran mercado callejero de otra ciudad. Con el tiempo, empezó a aparecer en otros vendedores ambulantes, que empezaron a reproducir el juego en masa. Se hizo cada vez más popular y también apareció en sitios de descarga. En ese momento, Jefferson también creó un grupo para enseñar a otras personas cómo editar y modificar PES.

## Pausa y regreso
En 2008, cuando Bomba Patch estaba en la versión 4.5, las actualizaciones se suspendieron, ya que Jefferson y su equipo fueron a la universidad. Jefferson fue a estudiar Ciencias de la Computación y pasó un año «aislado del mundo del juego» en la localidad de Mulungu, Paraíba. Allí vivía en la granja de su familia, con poco acceso a Internet. Jefferson solo se dio cuenta de lo popular que era el mod cuando fue al centro de un pueblo vecino, Guarabira, y lo encontró en una tienda de juegos local. El comerciante dijo que el mod era el juego más vendido en el sitio, y recomendó a Jefferson que continuara actualizando Bomba Patch, afirmando que pagaría los estudios de Jefferson para que pudiera concentrarse en Bomba Patch.
A Jefferson se le ofreció la oportunidad de entregar actualizaciones de Bomba Patch de primera mano a la tienda, que la patrocinaría. Aceptó, pero ante la falta de Internet en el lugar donde vivía, se mudó al centro de Mulungu con su primo, que era concejal, y habló con el proveedor de Internet. La señal sólo se enviaba a través de ondas de radio, por lo que el técnico le dijo que se necesitaba una antena receptora en un lugar alto, sugiriendo que fuera la torre de una iglesia. Jefferson explicó el proceso de instalación en una entrevista:

Dos o tres meses antes, un rayo había caído sobre la iglesia. Luego, fuimos a instalar la antena a escondidas y una vecina llamó al cura para contarle lo que estaba pasando. Me dio el teléfono y le dije que estábamos instalando un pararrayos. Y en lugar de regañarnos, el sacerdote le agradeció y dijo que iba a instalar un sistema de sonido para que la población supiera que la iglesia ya era 100% segura y que se podía reanudar la misa.

Como resultado, el mod se actualizó nuevamente, comenzando con la versión 4.6. La tienda obtuvo publicidad en el juego. Jefferson decidió crear un tema musical para Bomba Patch, y recordó la canción que el cura del pueblo había puesto en el sistema de sonido: «100% seguro, ya puedes regresar, oremos a Dios, él nos bendecirá». El resultado fue una canción funk con la letra «100% actual, es difícil de aceptar, Bomba Patch se ha puesto de moda, todos quieren jugar». Según Globo Esporte, el tema principal es «una de las canciones más icónicas de la escena gamer brasileña», y la llamó el «himno del fútbol virtual brasileño». Sin su equipo original, Jefferson continuó enseñando a la gente cómo editar PES, ayudando con la profusión de versiones del juego firmadas por diferentes equipos y creando una comunidad de editores de Bomba Patch.

## Años posteriores
Bomba Patch comenzó a perder popularidad con el lanzamiento de consolas de nueva generación. Aun así, Jefferson todavía publica actualizaciones del mod; si bien su plataforma principal sigue siendo PlayStation 2, también ha habido versiones para Xbox 360, PlayStation Portable, PlayStation 3, PlayStation 4, PlayStation Vita, PlayStation 5 y Android. Jefferson también ha creado redes sociales para el mod, con humor y actualizaciones sobre el fútbol mundial, incluido un canal oficial en YouTube, donde algunos mods están disponibles de forma gratuita.
Bomba Patch publicó varias «actualizaciones» del mod en su Twitter oficial basadas en eventos del mundo real. Por ejemplo, se publicó una imagen que muestra a Ronaldinho con ropa de preso dentro del mod, en referencia a su arresto en Paraguay en 2020. Otras actualizaciones incluyeron la adición de máscaras protectoras, en referencia a la pandemia de COVID-19, la eliminación de clubes que participarían en la Superliga europea, y la eliminación de Rusia tras su invasión de Ucrania. En 2021, Jefferson declaró que estaba desarrollando varios juegos originales para celulares y consolas, y también anunció que estaba trabajando en una versión de Bomba Patch que se integraría completamente con WhatsApp.

## Impacto y legado
Jefferson cree que Bomba Patch ayudó a popularizar Pro Evolution Soccer en Brasil. Según The Enemy, «En Brasil, es prácticamente imposible contar la historia de la PlayStation 2 sin recordar Bomba Patch[, que] conquistó al país con sus frecuentes actualizaciones, uniformes idénticos a los de la vida real y el tema musical clásico». También afirmó que «Bomba Patch también puede considerarse una de las principales razones de la supervivencia de la PS2 en Brasil. Actualmente, la consola sigue siendo la tercera más utilizada en el país, y tener un juego de fútbol que se mantenga 100% actualizado es sin duda un factor de esta longevidad». Globo Esporte afirmó: «Lanzado en un momento en que el fútbol nacional aún no recibía tanta atención por parte de los juegos, Bomba Patch se ha convertido en un símbolo de la pasión por el deporte y los videojuegos de una parte de la población brasileña». Según Vice, «El mod [...] logró unir la pasión por el deporte y los juegos de la manera más brasileña posible», y afirmó que «Debido al problema mismo de la piratería, es difícil cuantificar el éxito del parche en números, pero no es una estimación poco realista decir que es el juego brasileño no oficial de mayor éxito».
Según el equipo de Bomba Patch, la versión 2022 del mod se había descargado más de cien mil veces hasta octubre de 2021.